# Anabel Gambero
Anabel Gambero (Quilmes, 9 juli 1972)  is een voormalig hockeyster uit Argentinië. Ze nam tweemaal deel aan de Olympische Spelen (1996 en 2000) en won met de nationale ploeg de zilveren medaille bij de Olympische Spelen in Sydney (2000).

## Erelijst
- 1991 –  Pan-Amerikaanse Spelen in Havana
- 1994 –  Wereldkampioenschap in Dublin
- 1995 –  Pan-Amerikaanse Spelen in Mar del Plata
- 1999 –  Pan-Amerikaanse Spelen in Winnipeg
- 2000 –  Olympische Spelen in Sydney
- 2001 –  Champions Trophy in Amstelveen
- 2002 –  Champions Trophy in Macau